# Hirundo lucida
Andorinha-guineense ou andorinha-da-guiné (Hirundo lucida) é um pequeno pássaro não migratório encontrado na região oeste da África, ao longo do Rio Congo e na Etiópia.

## Lista de sub-espécies
São conhecidas três subespécies do pássaro: :
- Hirundo lucida lucida Hartlaub, 1858;
- Hirundo lucida rothschildi Neumann, 1904;
- Hirundo lucida subalaris Reichenow, 1905.